# Stipagrostis pungens
Stipagrostis pungens là một loài thực vật có hoa trong họ Hòa thảo. Loài này được (Desf.) De Winter miêu tả khoa học đầu tiên năm 1963.